# Guerra entre la Liga Hanseática y la Unión de Kalmar
La guerra entre la Liga Hanseática y la Unión de Kalmar, conocida también como la guerra danesa-hanseática (en alemán: Dänisch-Hanseatische Krieg; distíngase de la guerra danesa-hanseática del siglo anterior), la segunda guerra danesa-hanseática o la guerra danesa-holsteiniana-hanseática, fue un conflicto militar entre la Unión de Kalmar liderada por el Reino de Dinamarca y la Liga Hanseática, que tuvo lugar entre 1426 y 1435 en el Báltico. El casus belli de la guerra fue la instauración de los peajes del Sund por Dinamarca (después de intervenir a favor del condado de Holanda, entonces parte de los Países Bajos Borgoñones, en detrimento de la Hansa), aunque en realidad fue la culminación de un largo período de tensiones cada vez más elevadas entre ambas potencias, prácticamente desde que Erico de Pomerania subiera al trono de la unión dinástica escandinava tres décadas antes.
En el marco de esta guerra, que abarcaba la mayor parte de las regiones costeras de Europa del Norte, se desarrolló por primera vez una intensa guerra de corsarios (también en el mar del Norte, pero especialmente en el mar Báltico), en la que participaron holandeses, ingleses y los Hermanos vitalianos. La guerra introdujo por primera vez de forma clara a los Países Bajos como un actor a tener en cuenta en la puja por el comercio en el Báltico, que seguiría durante el conflicto hanseático-holandés poco después, a partir del cual la presencia neerlandesa en el Báltico (y en general como potencia marítima en auge) quedaría patente, si bien la guerra con Dinamarca sería en principio ganada de nuevo por los hanseáticos (y Holstein). En todo caso, ambos conflictos se consideran estrechamente relacionados.

## Antecedentes
Desde que la Liga Hanseática ganara la guerra anterior contra Dinamarca (con la firma de la Paz de Stralsund en 1370), su poder en el comercio del Báltico era incontestable (ejerciendo en muchos aspectos un monopolio sobre las rutas comerciales). Tanto así, que a mediados de los años 1380 renunció a varios de sus fuertes menos estratégicos en Escania a favor de Dinamarca y procedió a disolver la Confederación de Colonia (la alianza militar que había ganado la guerra y que estaba asegurando que los términos del tratado se cumplieran). Los hanseáticos ya se habían asegurado una exención del pago de impuestos en el mercado de Escania y la restauración de sus privilegios en Gotlandia (y, prácticamente, en todas las islas bálticas).
Si bien la presencia de la Hansa, y en general lo que los daneses consideraban una exorbitante influencia alemana en la región —desde las rutas bálticas hasta las pujas con Holstein por el poder en Jutlandia o la ocupación de la corona sueca por la casa de Mecklemburgo— fue uniendo a los países nórdicos, habitualmente sumidos en conflictos internos, en su rivalidad con la Liga. Las tensiones irían a más según se acercaba el fin del siglo, pasando por eventos como la muerte de Alberto I de Suecia (III de Mecklemburgo), la subida al trono sueco de Margarita I de Dinamarca y, finalmente, la unión de las tres monarquías escandinavas en la misma persona de Margarita, fundando la Unión de Kalmar (principalmente con el propósito de contrastar la hegemonía hanseática).
Entre las acciones tomadas por Margarita destacan la expropiación de las plazas fortificadas en Escania que aun quedaban en manos de la Liga (muchas de ellas bajo control sueco de facto, que ya no tenía que ver con los Mecklemburgo) y la revocación del derecho de veto contra candidatos al trono danés que la Liga Hanseática tenía bajo los términos del tratado de Stralsund. Aunque con estas acciones la monarca dejó a las ciudades hanseáticas en la práctica fuera de los asuntos de Dinamarca, lo cierto es que las relaciones entre ambas entidades durante el reinado de Margarita eran más corteses que tensas. Los hanseáticos, al fin y al cabo una federación comercial de Estados más que una entidad política cohesiva, no tenían intenciones de administrar las ciudades de Escania, y sus disputas territoriales se limitaban a algunos de sus miembros y en todo caso al margen de la península escandinava. Durante casi dos décadas desde el armisticio, nunca ejercieron su derecho de veto y permitían a los daneses comerciar libremente (mientras que estos se comprometían al libre comercio en todo el Báltico, sin limitaciones ni aranceles, uno de los objetivos principales de la Hansa). Con Margarita, en esencia, aquello no cambió, por lo que, a pesar de que algunas de sus acciones pusieron a la Hansetag sobre aviso, no hubo ningún conflicto militar concreto entre los bandos durante su reinado.
Sin embargo, el sucesor de Margarita, Erico de Pomerania, a pesar de que en parte procedía de una estirpe alemana (de Pomerania y de Mecklemburgo), como descendiente de Haakon Magnusson y Magnus Ladulás albergaba sentimientos patrióticos escandinavos y era ávido de poder. En 1410 emprendió con el apoyo de rebeldes de Lübeck (la capital hanseática de facto) una guerra contra los señores de Holstein (condes de Schauenburg) en el ducado de Schleswig, que se convertiría en un largo conflicto que duraría 25 años. La guerra de la Unión de Kalmar contra Dinamarca se considera una parte de este conflicto, y su resultado se considera al mismo tiempo el resultado del conflicto danés con Holstein, muy favorable para este último pese a una temprana intervención del emperador del Sacro Imperio Romano a favor del monarca escandinavo. Este resultado fue afectado además por la rebelión sueca de Engelbrekt. 

## Desarrollo del conflicto

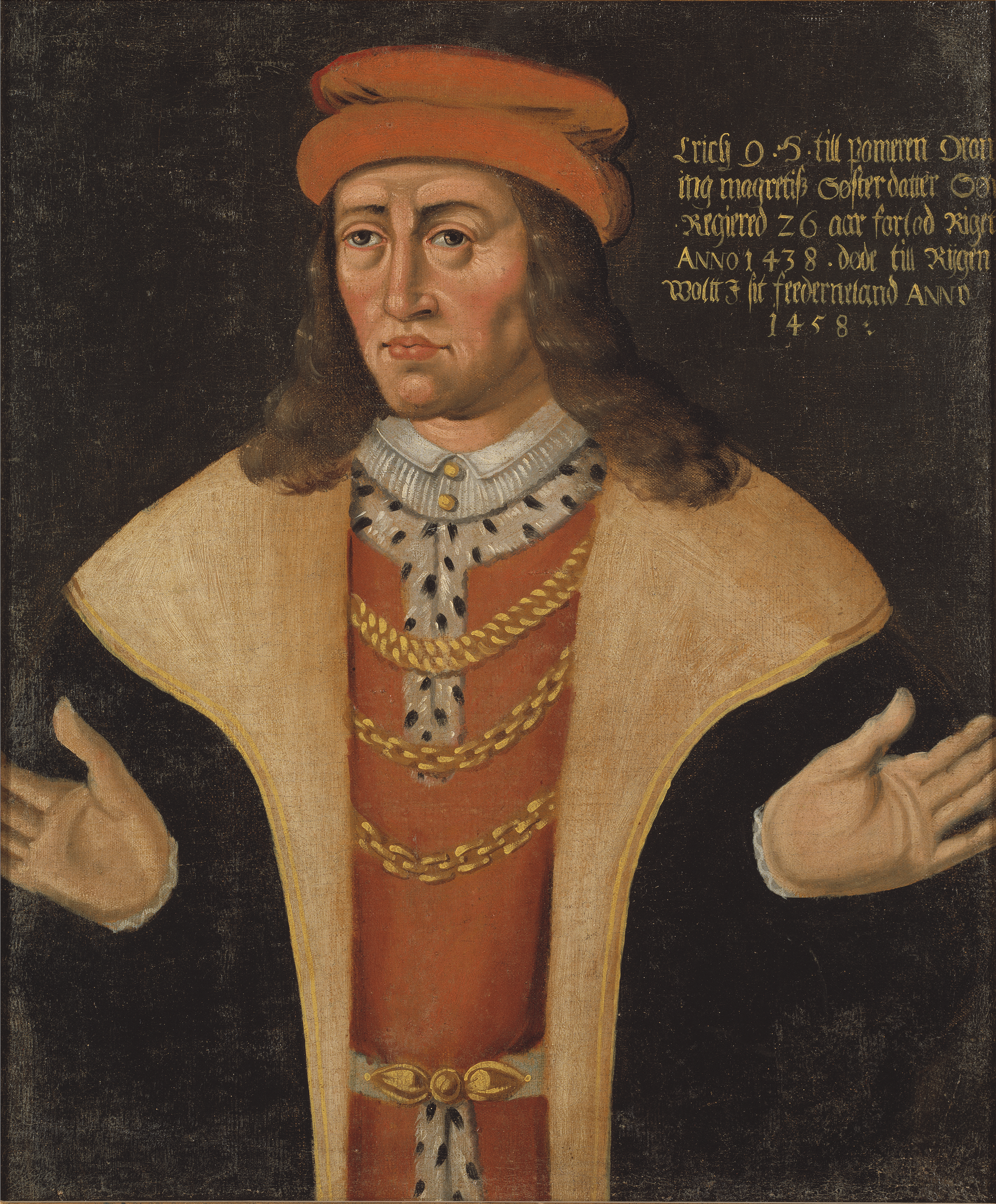
Erico de Pomerania, rey de Dinamarca y de la Unión de Kalmar.

En 1426, Erico abrió el comercio del Báltico a la flota holandesa e introdujo un nuevo peaje en el estrecho del Sund (para todas las embarcaciones no danesas, una clara violación de la Paz de Stralsund). Aquellos barcos hanseáticos que pasaban por el estrecho y se negaban a pagar el peaje fueron capturados por los daneses. Con este fin, Erico mandó construir una «fortaleza aduanera» en Elsinor (frente a Helsingborg, en el lado danés de la boca norte del Sund y su punto más estrecho; véase Historia del castillo de Kronborg). Estas no eran las únicas acciones realizadas por la Unión de Kalmar, que además pactó una alianza con el Reino de Polonia —rival de las ciudades pomeranas de la Hansa— y dio su visto bueno a la competencia por parte de comerciantes ingleses en los puertos escandinavos (que sería el preludio de un conflicto mercantil que culminaría en la guerra anglo-hanseática un par de décadas después).
El negocio del comercio de sal era en esa época la mayor fuente de ingresos de la Liga Hanseática, habiéndose desarrollado una industria entera (llamada Baienfahrt) en torno a la flota mercante dedicada al transporte de sal entre el Báltico y las costas del mar del Norte de la Europa Occidental (particularmente Francia), a través de Skagerrak, Kattegat y el Sund. Para proteger a sus barcos en su regreso del mar del Norte, las seis principales ciudades wendas —Lübeck (de nuevo liderando el bando hanseático), Hamburgo, Rostock, Wismar, Greifswald y Stralsund— enviaron sus flotas de guerra al estrecho del Sund como escolta, y, al comprobar las condiciones impuestas por los daneses, impusieron una prohibición comercial en los mercados del litoral escandinavo, sobre todo en Escania, e instauraron un bloqueo naval sobre los puertos nórdicos. Con esta acción la Hansa declaró de facto la guerra a Dinamarca, alineándose con el conde Enrique IV de Holstein (ya con el fallo imperial a favor de los daneses).

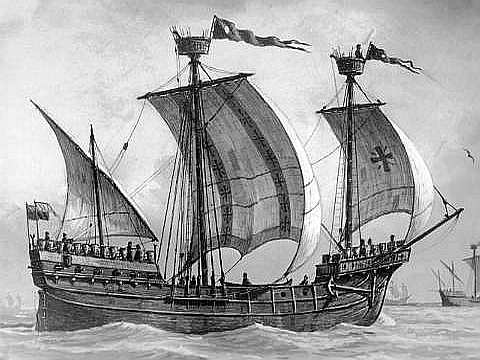
Coca hanseática, el tipo de embarcaciones que formaban el grueso de la flota wenda en el.

El grupo de ciudades wendas era casi el mismo que las que habían luchado contra Suecia en la guerra del Norte de 1341, casi un siglo antes del final de este conflicto, lo cual demuestra que a grandes rasgos, a pesar de todas las incorporaciones y disgregaciones de ciudades y regiones de la Liga Hanseática, el núcleo de la federación germana seguía siendo el mismo. La precipitada decisión de lanzar un bloqueo marítimo sin pasar por la dieta hanseática ni tener en cuenta los intereses de otras regiones de la Hansa que comerciaban con estos puertos generó una oposición a la guerra por parte de una serie de ciudades hanseáticas y aliadas, desde las livonias y «prusianas» (nombre metonímico que reciben las ciudades regidas por el Estado teutónico) hasta las neerlandesas. Por lo que el conflicto con la Unión de Kalmar atañía más bien a la Hansa germánica, a saber, las ciudades wendas, pomeranas y sajonas. Las ciudades neerlandesas de hecho libraban su propia guerra mercantil contra la Hansa (que varios años después se convertiría en una guerra en toda regla). Antes aliados e incluso miembros de la Liga (en el caso de algunas), se irían convirtiendo en el mayor aliado de la Unión de Kalmar, proporcionándola con provisiones y en ocasiones lanzando contrabloqueos a embarcaciones hanseáticas en el mar del Norte. Aquello propició una importante mejora económica de las ciudades portuarias de Holanda y Zelanda, que pronto se enriquecerían de su nueva posición, estableciéndose como región clave en el comercio europeo.
Los siguientes años verían cambios en la tendencia de la guerra, con cada uno de los bandos sumándose victorias y derrotas, convirtiéndose la contienda en una guerra de atrición en ambas direcciones. De hecho, en 1940, unas agotadas Rostock y Stralsund optarían por firmar la paz con Dinamarca por su cuenta, mientras que Lübeck, Hamburgo, Wismar y Luneburgo (esta última, considerada la capital de sal del norte de Europa, recién incorporada al conflicto) seguían en una guerra cada vez más táctica, que pasaba por la importante alianza con Holstein. Esta alianza se forjó en torno a los puertos bálticos de la península de Jutlandia, siendo el más importante de ellos en esa época el de Flensburgo, conquistado (hay quien dice reconquistado) por los daneses ese mismo año de 1426.
Como era de costumbre, las tropas hanseáticas constaban de fuerzas de reserva organizadas en torno a sus ciudades y comandadas por sus burgomaestres (alcaldes, en una traducción laxa), que servían como almirantes de sus respectivas flotas en tiempos de guerra (parte del modelo hanseático que, al carecer de militares profesionales y fuerzas armadas regulares, basaban sus tropas en la población y sus líderes). Los alcaldes hanseáticos disfrutaban de prestigio y, como líderes de una coalición de comerciantes, de riquezas. Pero el puesto entrañaba también gran responsabilidad; los errores en el campo de batalla, que siempre suponían un perjuicio para el poder hanseático, acababan muchas veces en ejecuciones públicas.

### Primeras operaciones navales
En los primeros meses de 1427, los barcos hanseáticos en una campaña de represalias saquearon las islas danesas de Læsø, Årø, Lolland, Møn y Bornholm, si bien en mayo de ese año fracasaron en su ataque a Flensburgo en un intento de recuperarla, la cual sería la última en esta serie de acciones preliminares. A partir de ese momento se centrarían en su objetivo principal, a saber, la concentración de sus fuerzas en el Sund para desafiar las imposiciones danesas contra sus buques mercantes.
Los daneses, sin embargo, lograron tender una trampa y capturar la flota de transporte de sal de la Liga en su camino a costas prusianas, dando comienzo a la batalla del Sund.

### Batalla del Sund (o de la bahía de Køge)

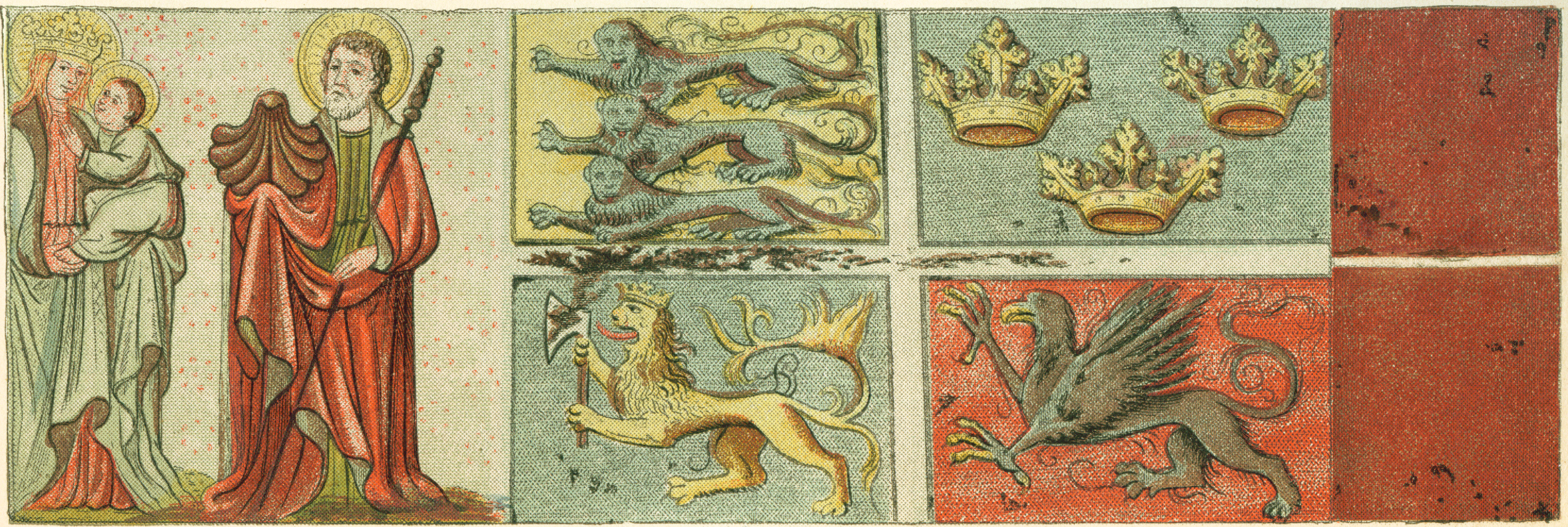
La bandera de la Unión de Kalmar capturada por Lübeck en la batalla de 1427. La bandera fue conservada en la iglesia de Santa María de Lübeck (Marienkirche) hasta 1942, y se perdió durante la II Guerra Mundial (probablemente fue quemada en el incendio provocado por los bombardeos aéreos de ese año).

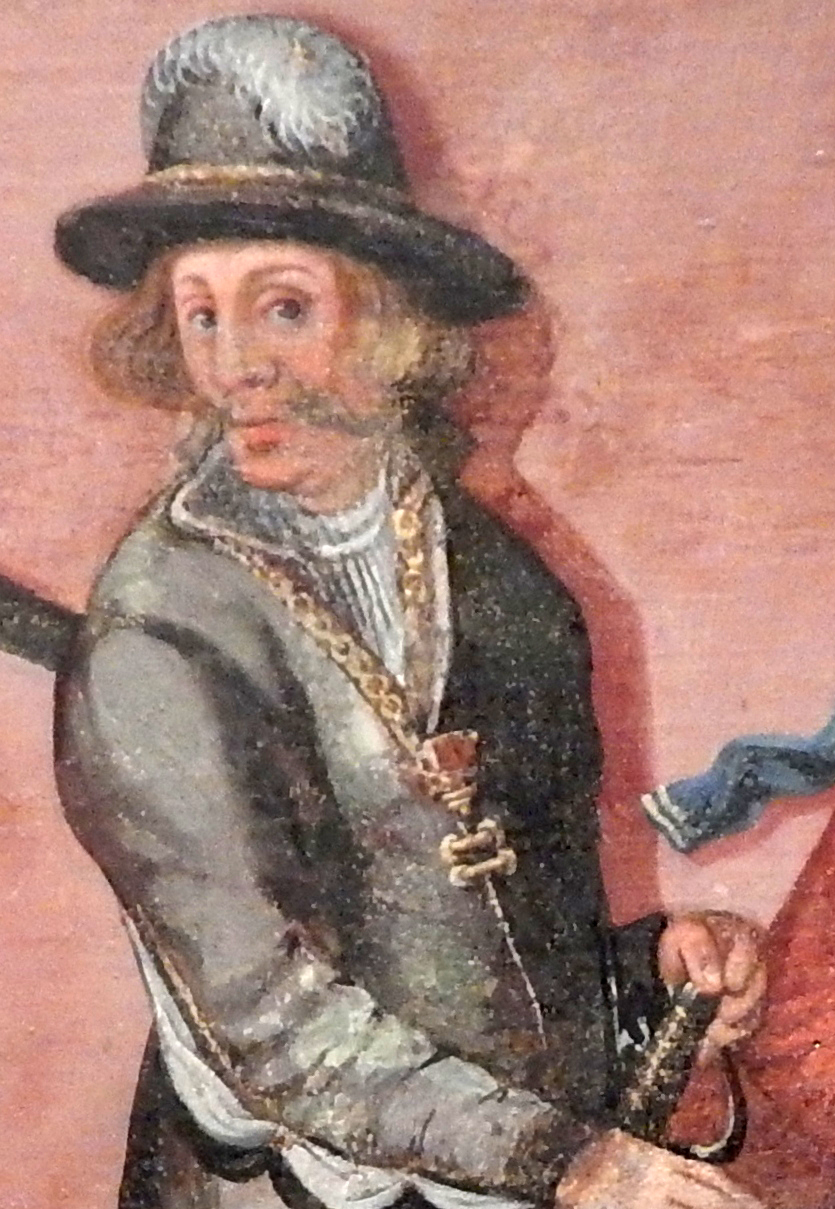
Barnim VIII, duque de Pomerania-Barth, vencedor en la batalla del Sund.

El 11 de julio de 1427 tuvo lugar la primera batalla naval propiamente dicha, que abarcaba el sur del estrecho del Sund, el litoral de Copenhague y la bahía de Køge. La fuerza hanseática estaba formada por las flotas de las ciudades de Lübeck, Hamburgo y Wismar, un total de 36 buques de guerra (es probable que esta cifra correspondiera solo a las fuerzas de Lübeck y Hamburgo), además de algunos buques mercantes que también participaban en la batalla. Una de las fuentes describe a los barcos hanseáticos como «de gran tamaño», aunque no queda claro si superaban en tamaño a los buques enemigos; es posible que con esta descripción se ha querido señalar que hubo otros barcos más pequeños, pero que estos tres docenas eran los principales. El alcalde de Lübeck, Tidemann Steen, al mando de la flota de su ciudad, que era la principal de la Hansa, ejercía en la práctica como el comandante en jefe de la armada germánica.
La flota danesa-sueca, por su parte, contaba con 33 buques de guerra al mando de Barnim VIII, duque de Pomerania-Barth, quien estaba emparentado con el rey danés, Erico de Pomerania. Más allá de este parentesco, su papel en la contienda del lado de la Unión de Kalmar pone de manifiesto las fisuras que hubo entre la nobleza pomerana y la Hansa pomerana (representada por sus consejos municipales). Ganar la guerra para el duque podría haber supuesto la posibilidad de una mayor recaudación de impuestos a los ricos comerciantes hanseáticos de la región. En cuanto a las tripulaciones, estas eran en su mayoría escandinavas, si bien según David Nicolle, ya a esta altura llevaban a bordo también a corsarios ingleses que luchaban bajo la bandera real danesa, y puede que tripulaciones inglesas bajo bandera propia.
El enfrentamiento tuvo su inicio frente a la costa de Copenhague, y se ha considerado tradicionalmente desde la perspectiva alemana un fracaso personal del dirigente de la campaña, el burgomaestre Steen. Este tenía órdenes de no entrar en batalla hasta recibir refuerzos y asegurarse de que los barcos mercantes estuvieran a salvo; no obstante, carente de experiencia táctica y con intenciones no del todo claras, atacó la formación escandinava. Es más, debido a una decisión de Barnim de permitir que las escuadras danesa y sueca operaran por separado (probablemente a raíz de una disputa interna en el mando), Steen, en vez de aprovechar la oportunidad para atacar la escuadra danesa con todos sus barcos, decidió dividir su fuerza también, dirigiendo la flota de Lübeck contra los suecos (comandados por el consejero real Greger Magnusson), mientas que la flota de Hamburgo, dirigida por su alcalde Hein Hoyer, entró en combate contra los daneses. La flota de Wismar, bajo el mando compartido del alcalde Johann Bantzkow y el concejal Hinrik van Haren, ni siquiera llegó a tiempo para la batalla. Algunas fuentes adjudican los 36 barcos al total de embarcaciones hanseáticas, incluidas las de Wismar; si fuera el caso, eso significaría que Steen ordenó el ataque en una desventaja numérica y en todo caso sin información sobre la disposición de las demás fuerzas.
En el combate contra la escuadra sueca, la flota lubequesa, claramente superior, se alzó con la victoria, durante la que se hundieron varios buques suecos y otros fueron abordados; la bandera sueca fue capturada (una gesta importante en los conflictos de aquellos tiempos) y su líder, Greger Magnusson, fue hecho prisionero. Lejos de aprovechar el buen resultado para decidir la batalla a su favor, la formación de Steen dejó el Sund en lugar de unirse a la flota de Hamburgo. Por su parte, los barcos suecos sobrevivientes del combate sí que unieron fuerzas con la escuadra danesa, y juntos derrotaron a los hamburgueses, capturando sus buques y tripulaciones y reinstaurando el control del puerto de Copenhague y de la bahía de Køge. Las cosas empeorarían todavía más para los hanseáticos el 25 de julio con la caída en mano de los escandinavos de toda la flota mercante hanseática, que tras el abandono de Steen y la derrota de Hoyer, había quedado indefensa.
La batalla del Sund terminó con una dolorosa derrota de la Liga Hanseática que generó violentos disturbios en las ciudades wendas. Steen fue depuesto de su cargo como burgomaestre, desposeído de sus bienes y recluido en la torre de los establos de Lübeck durante tres años. En Wismar, la ciudad cuya flota ni siquiera llegó a presentar batalla y donde tuvieron lugar los peores de los disturbios, Van Haren fue linchado por la turba en las calles de la ciudad y el alcalde Bantzkow juzgado en un juicio sumario y ejecutado públicamente; según algunas fuentes otros de los concejales de la ciudad fueron decapitados también. El hamburgués Hoyer (quien parece haber esquivado la crítica pública) permanecería cautivo en Dinamarca hasta el fin de la guerra cinco años después, lo mismo que Magnusson en su cautiverio en Lübeck.
Algunos historiadores creen que de haber ganado la batalla del Sund, cosa que estaba al alcance de los hanseáticos si no por las decisiones tomadas por su comandante, es posible que la guerra habría terminado ya en este momento con una victoria hanseática, e incluso que en los siguientes años, sobre todo en el marco del conflicto con Holanda, la Hansa habría conseguido una ventaja cara al desenlace de la consecuente guerra entre ambos (que terminaría con un resultado favorable para los holandeses). 

### Campaña de Copenhague

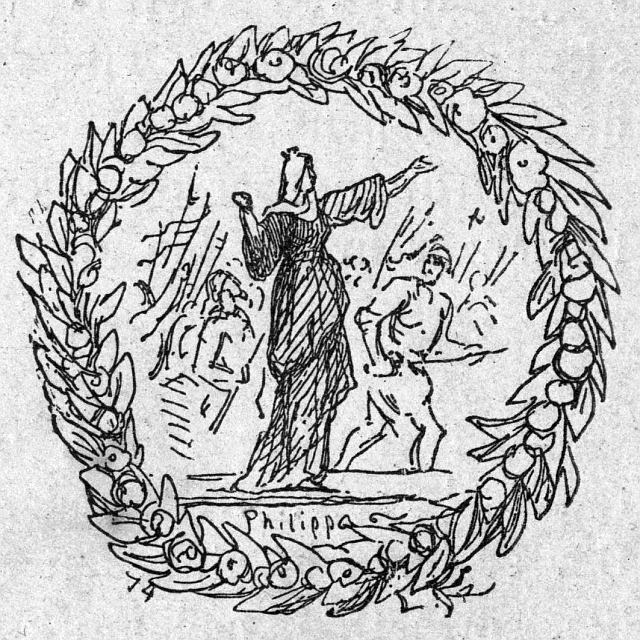
Ilustración de la reina Felipa en el Libro de Láminas del Padrino (Gudfaders Billedbog) de Hans Christian Andersen, obra de Lorenz Frølich, que muestra a la reina al mando de los defensores de Copenhagen en la batalla de 1428.

La campaña de Copenhague, muchas veces llamada batalla de Copenhague (aunque se trataba de hecho de dos batallas libradas entre abril y junio de 1428), fue la mayor batalla naval de la contienda. Lanzada por la Liga Hanseática, tuvo como fin someter a la capital de la Unión de Kalmar y revertir los efectos de la batalla del año anterior. Esta vez se pondría todo el peso en la capital, sede de la monarquía, para así forzar una capitulación de la alianza escandinava. El desembarco en la costa de Copenhague pasaba por el sometimiento de su flota, concentrada en el puerto de Copenhague pues los daneses tenían claro que su capital iba a ser el objetivo declarado de la Hansa. La primera batalla, librada en abril, fue repelida por los daneses, si bien la decisiva, de junio, concluyó con una victoria hanseática y con la flota nórdica prácticamente aniquilada. 
En los 9 meses transcurridos desde la batalla del Sund, ambos bandos habían tenido tiempo suficiente para prepararse y perfeccionar sus capacidades, en el caso de la Liga Hanseática las ofensivas y en el caso de la Unión de Kalmar las defensivas. La batalla, aparte de ser la mayor de la contienda en número de buques, tropas y medios, tiene importancia en la historia militar noreuropea por el empleo de ciertas tácticas de guerra y, en especial, por el uso por primera vez en un conflicto norteuropeo de la artillería naval de mayor alcance como arma de batalla principal. Además, fue el primer conflicto naval donde se hizo uso de baterías flotantes.

#### Primera batalla (abril)
Para marzo de 1428, la Liga Hanseática había conseguido reunir una gran fuerza naval frente a la costa de Wismar, que contaba con 260 barcos de varios tipos (desde grandes a pequeños) y unos 12 000 hombres armados. Gran parte de esta tropa estaba destinada a la toma de la ciudad tras el desembarco, que se iba a llevar a cabo por los barcos de menor tamaño una vez que los grandes buques de guerra despejaran el puerto. Tras resolver unas disputas internas entre Lübeck y Stralsund, los buques partieron el 6 de abril hacia Copenhague, tomando posiciones para un primer ataque en víspera de la Pascua. Diez barcos fueron cargados con piedras y cal con el propósito de hundirlos en el canal de navegación que daba acceso al puerto, y así bloquear la salida de la flota danesa. Los daneses, por su parte, habían preparado una defensa eficaz que constaba de la fortificación de la ciudad, incluyendo la instalación de nuevos cañones en la costa, y la implementación de un cierre hermético del puerto durante un ataque enemigo.
Esta batalla resaltó la figura de la reina danesa Felipa de Inglaterra, quien, en ausencia de su marido, se hizo con las riendas de la defensa de la ciudad, resultando ser una buena estratega y líder popular. La primera acción constaba de un intenso fuego de la artillería costera que sorprendió a los barcos hanseáticos y causó desorden en sus filas, con lo que la mayoría de los barcos cargados de piedras no pudieron alcanzar la ubicación planeada y se hundieron a las afueras del canal. Aquello permitió el paso de los buques de guerra daneses, los cuales, bajo protección de las baterías costeras, atacaron la parte más adelantada de la flota hanseática.
El fracaso del bloqueo hizo inviable los planes originales de desembarco en la costa de Copenhague, resultando en la retirada de la flota hanseática, que sin embargo, lejos de rendirse, se dirigió a otras costas de Selandia, como también de Escania. En las próximas semanas, estas serían asoladas y saqueadas a tal punto, que algunos consideraban la resistencia de Copenhague en la primera batalla un fracaso, pues no habían logrado causar daños apreciables a la fuerza enemiga. De hecho, la concentración de la flota danesa en el puerto de Copenhague había dejado con poca defensa a otras ciudades costeras de la región.

#### Segunda batalla (junio)
El 15 de junio de 1428, la flota hanseática llevó a cabo su segundo ataque contra la armada danesa. Esta vez, con las lecciones del primer ataque aprendidas, se decidió renunciar a la toma de la ciudad y centrar los esfuerzos en la destrucción de la flota enemiga. Puede que esta estrategia se debiera al entendimiento que sin su flota, los daneses de todos modos no iban a poder imponer su autoridad en el mar Báltico. Con el cambio de objetivo, la formación germana solo contaba esta vez con 80 barcos (todos grandes) que constaban de sus cuatro decenas de buques de guerra y otros tantos cargados de piedras y cal; y unos 6800 tripulantes, prescindiéndose de las tropas destinadas al desembarco en el ataque anterior (según Philippe Dollinger, las ciudades hanseáticas en todo caso no podían permitirse una movilización de una docena de miles de sus ciudadanos durante tan largo tiempo). Los barcos de bloqueo, más allá de cuadruplicar su número anterior, estaban esta vez también equipados con artillería.
La estrategia hanseática resultó un éxito. Con sus barcos quedando fuera del alcance de la artillería costera, esta vez lograron hundir la totalidad de los 40 buques destinados al bloqueo en el lugar previsto, atrapando la flota enemiga en el puerto a una distancia que la dejaba en una desventaja contra la artillería naval hanseática. Por primera vez se utilizó una especie de batería flotante, que constaba de gruesas balsas que portaban cañones de gran calibre, además de ser el primer enfrentamiento en el norte de Europa en el que se utilizaba artillería naval de largo alcance (el arma principal de los buques de guerra de la Hansa).
En el camino de regreso, la flota hanseática arrasó y saqueó la isla danesa de Bornholm, considerada la última acción de la campaña.

#### Consecuencias
La decisión de la Hansa de prescindir de la conquista de Copenhague ha sido cuestionada por algunos autores, ya que no se consiguió someter al centro de poder de la Unión de Kalmar. De hecho, las consecuencias se dejaron ver ya poco después de la batalla: Aunque la flota danesa-sueca resultó gravemente dañada (en algunas fuentes se describe como «destruida»), lo cierto es que algunos de los buques de guerra atrapados entre los restos de decenas de barcos hundidos en el puerto de Copenhague, sufrieron daños reparables. Además, cuando la niebla de la guerra se disipó, resultó que tres de los buques de guerra daneses habían logrado ponerse a salvo de los cañones hanseáticos. En las siguientes semanas los daneses lograron reflotar una flotilla de siete buques, que serían reforzados con barcos suecos (la marina sueca no participó en la defensa de Copenhague). Aunque aún estaban lejos de lograr una flota en toda regla, ya a finales de julio de 1428, un mes y medio después del devastador resultado de la batalla, Erico obtuvo una victoria táctica frente a las costas de Kullaberg contra los Hermanos de las vituallas, aliados de Holstein y, por ende, de la Liga Hanseática (los vitalianos saquearían más tarde ese año a Bremen en lo que se considera parte del más amplio conflicto, pero no de la guerra del Báltico contra la Hansa en sí).

### Batalla de Dänholm
El 8 de mayo de 1429, casi un año tras la campaña de Copenhague, tuvo lugar una batalla naval en torno a la pequeña isla de Dänholm (en el estrecho de Strelasund, frente a la costa de Stralsund), que constó de un ataque sorpresa de barcos hanseáticos y la derrota de la flota sueco-danesa que había saqueado la región en los días anteriores.

#### Campaña de represalia de la reina Felipa
Stralsund no era una ciudad imperial libre, con lo que desde el punto de vista del Sacro Imperio (y, naturalmente, de la nobleza local) pertenecía al ducado de Pomerania-Barth, es decir, bajo la soberanía del duque Barnim VIII, el mismo que lideró la flota danesa-sueca contra la Liga Hanseática en la batalla del Sund. La mayoría de los llamados «duques del Grifo» (duques de la casa de Pomerania, o Greifen en alemán) apoyaron a su pariente, el rey danés, o al menos le mostraban una «neutralidad benévola». A su vez, ciudades pomeranas como Stralsund, Anklam y Greifswald (esta última compartiendo su nombre con la dinastía) eran ciudades wendas de la Liga Hanseática. Si bien, a diferencia de Stralsund, cuyos barcos formaban parte de la flota hanseática que destruyó la armada danesa en la campaña del año anterior, las últimas dos se habían declarado neutrales después de la implicación de Barnim en la contienda, y de hecho fueron excluidas temporalmente de la Liga Hanseática (el término en alemán usado para esta condición es verhanset).
La reina Felipa, sin consultar a su esposo, todavía dolida por la derrota anterior y la aniquilación de su flota, organizó un ataque de represalia, reuniendo una nueva escuadra, principalmente de barcos suecos, cuyas tripulaciones constaban de una mezcla de marineros y mercenarios daneses y suecos, todos con experiencia combativa. Para Felipa, la ciudad de Stralsund, tanto por su simbolismo (la derrota danesa plasmada en la Paz de Stralsund) pero sobre todo por su desobediencia hacia los duques pomeranos, era el objetivo apropiado para la venganza. Además, la reina creía que estaba actuando en interés tanto del rey como del duque Barnim, ya que ambos consideraban la participación de la ciudad en la alianza enemiga una traición (aunque lo cierto es que esta había sido de las bases de la Hansa desde sus comienzos, siempre rechazando la influencia de la nobleza en sus asuntos comerciales). 
En la primavera de 1429, una flota de entre 70 y 80 barcos de distintos tamaños con una tripulación de 1400 hombres cruzó el paso de Gellenstrom sin ser detectada por los alemanes. El día siguiente, en la madrugada del 4 de mayo, la formación, dirigida por el conde danés Kurt von Hagen, se desplegó frente a la costa de Stralsund. Durante el asalto, los nórdicos lograron saquear los almacenes de la costa, como también a embarcaciones de la ciudad que fondeaban en el lugar y otras que navegaban el estrecho cerca; otras fueron incendiadas o directamente hundidas. Si bien, a pesar de coger a la ciudad desprevenida, el intento de tomarla fue repelido por los locales. Por la tarde, un fuerte viento del norte obligó a los daneses a navegar en dirección sur, saqueando en el camino las localidades de la región de Sundhagen, principalmente Stahlbrode, para luego seguir empujados por el viento hasta atracar en la pequeña isla de Ruden, al sureste de la bahía de Greifswald, donde pasaron la noche. La mañana siguiente retomaron su camino en dirección sur y entraron en el estrecho de Peenestrom, una región controlada por los duques de Pomerania, finalmente atracando en Wolgast, ciudad aliada. Desde allí, dedicaron los siguientes dos días a saquear e incendiar a embarcaciones hanseáticas que pasaban por la zona.   

#### Emboscada hanseática
En ese tiempo, seis grandes buques mercantes armados procedentes de Lübeck y Wismar arribaron a Stralsund. El alcalde de la ciudad, Nikolaus von der Lippe, organizó a sus ciudadanos para que armaran aun más a estos seis barcos, así como a algunas embarcaciones de la ciudad que habían sobrevivido el ataque danés y los barcos pesqueros disponibles en la región. Muchos de los ciudadanos reforzaron además las tripulaciones y guarnecieron sus propios barcos, y la flotilla se preparó para tender una emboscada a los daneses escondida tras la isla de Dänholm, una pequeña isla a unos 150 metros de la ciudad y perteneciente al término municipal de la misma.
El siguiente lunes, 8 de mayo, el viento cambió de dirección, empezando a soplar con fuerza desde el sureste, con lo que los daneses se apresuraron a prender su viaje de vuelta (no se sabe si con la intención de volver a intentar algo en Stralsund). Al llegar a la altura de Dänholm, los hanseáticos lanzaron su ataque sorpresa con gran ímpetu, infligiendo a sus enemigos daños considerables. La virulencia del ataque resultó en una flota danesa en parte capturada (incluidos los grandes barcos, en teoría de mayor potencia que los hanseáticos), en parte destruida y en parte dispersada (lo cual fue el caso de la mayoría de las embarcaciones más pequeñas). Incluso su buque insignia (un barco sueco que era el más grande de todos) fue capturado, pero su tripulación logró finalmente hacer frente al equipo de abordaje y recuperar el control, tras lo cual escaparon a Copenhague. En total, la flota de Kalmar perdió en la batalla a varios cientos de tripulantes daneses y suecos, y otros 300 fueron hechos prisioneros.
Históricamente se ha debatido si el lugar de la batalla fue en efecto la isla de Dänholm frente a la costa de Stralsund. El cronista pomerano del siglo XVI Thomas Kantzow, oriundo de la ciudad, ubicaba la batalla en la entrada norte de Peenestrom, a la altura de Peenemünde, donde existe otra isla mucho más pequeña llamada también Dänholm. Kantzow ni siquiera tuvo en cuenta la posibilidad de la isla frente a Stralsund, ya que en aquellos tiempos esta se llamaba Strale. Al parecer, el nombre actual de la isla de Dänholm solo aparece en fuentes más tardías, aunque el cronista pomerano del siglo XIX Gustav Kratz alega que este nombre había sido documentado para la isla de Stralsund ya en 1288, y que en efecto fue el lugar de la batalla. Otros historiadores contemporáneos han puesto en duda esta afirmación, además de considerar que la flota danesa hubiera escogido una ruta de vuelta más directa que no pasaba por el estrecho de Strelasund, a saber, rodeando la isla de Rügen desde el este. Si el lugar de la batalla en efecto fuera el islote más al sur, esto significaría que la improvisada flotilla wenda debió de organizarse y desplazarse en poco tiempo unos 50 km en dirección sureste tras recibir noticias de la ubicación de los daneses, esperar el cambio de los vientos y pillar a la flota enemiga desprevenida solo a diez kilómetros río arriba desde su punto de partida en Wolgast.

#### Consecuencias y tregua
Según algunos autores, el rey Erico no estaba muy de acuerdo con las acciones de su esposa, ya que a esta altura, con los conflictos internos sin cesar y la corona de nuevo amenazada, estaba más interesado en alcanzar treguas al menos con las ciudades wendas más orientales (las pomeranas) que una campaña de represalia, que no solo que no contaba con auténticos buques de guerra en el marco de una renovada armada, sino que podría poner en peligro a su futuro como rey (cosa que, en todo caso, en efecto ocurriría tras la guerra).
El los siguientes 18 meses, las tensiones entre Stralsund y Dinamarca alcanzarían un punto de agotamiento, que allanaría el camino hacia un alto el fuego entre ambos. En diciembre de 1430, más de un año y medio tras la batalla, Stralsund firmó una paz por su cuenta con el rey Erico bajo mediación del hermano de Barnim y también duque, Swantibor II, concluyendo una separación de facto —al menos en lo que a la guerra se refiere— de las ciudades pomeranas de las ciudades wendas occidentales (después de que Rostock hiciera lo mismo en agosto del mismo año).

### Toma de Flensburgo
Más allá de las batallas de las islas del mar Báltico, el otro frente de la guerra, el continental, radicaba en la península de Jutlandia, la histórica tierra de disputa entre daneses y alemanes. En 1431 aconteció uno de los eventos clave de la guerra: la conquista de Flensburgo por tropas combinadas de Holstein y la Liga Hanseática, la misma ciudad tomada por los daneses cinco años antes y que tenía importancia estratégica en el Báltico occidental (según el derecho danés nunca había dejado de ser suya desde que en 1284 se le concedieran los derechos de ciudad de la Corona danesa).

#### Antecedentes
El conflicto de la monarquía danesa con los Holstein-Rendsburg (principal línea de la casa de Schauenburg en esa época) no era una novedad, y de hecho precedió al reinado de Erico, si bien las relaciones anteriores de la Liga con Margarita I no favorecían una guerra de apoyo a Holstein contra Dinamarca. Esto no evitó que ya durante la segunda mitad de la década de 1400 se produjeran enfrentamientos armados entre la Dinamarca de Margarita y Holstein, que darían lugar a lo que muchos historiadores consideran una guerra propia, cuya segunda parte abarcaría la actual guerra con la Hansa. En este conflicto tomaban parte también los campesinos de Dithmarschen, en el bando danés, y los Hermanos vitalianos, en el bando holsteiniano. En 1409, la reina Margarita, en un intento de asegurarse el control danés de la ciudad de Flensburgo y el ducado de Schleswig, mandó construir el castillo de Duburg en una ubicación estratégica (sobre una colina llamada Marienberg). Este castillo, cuya construcción terminaría en 1411 (un año antes de su muerte) con la ayuda de su sobrino y heredero, Erico, sería el centro de las refriegas entre ambos bandos en los próximos años.
Cuando Erico subió al trono, este quería recuperar zonas de Schleswig que habían sido arrendadas a los condes de Holstein, como parte de su plan de «empujar» las fronteras continentales de su reino hacia el sur, es decir, hacia territorio alemán. El conde de Holstein Enrique IV, por lo contrario, quería obtener oficialmente el feudo de Schleswig, con lo que el rey danés retomó las hostilidades, ganando el favor del sacro emperador romano, aunque las negociaciones entre el Imperio y el ducado, auspiciados por la Liga Hanseática, resultaron en un fracaso. Este resultado alineó a la Liga con los intereses de Holstein, entrando en una alianza con el conde Enrique y sus hermanos y futuros herederos (compartiendo el título) Adolfo VIII (quien además sería el primer duque de Schleswig tras esta disputa) y Gerardo VII (quien sería el tercer duque de Schleswig).
Después de que en 1427 holsteinianos y hanseáticos fracasaran en su intento de reconquistar Flensburgo y su castillo desde el mar (una batalla en la que caería el conde Enrique IV y que conllevó la ejecución del alcalde de Hamburgo Johann Kletze, quien fue considerado responsable de la derrota), los daneses construyeron fortificaciones costeras que la protegieron de futuros ataques desde el puerto, haciendo prácticamente inviable una operación naval exitosa desde el fiordo de Flensburgo. Por lo tanto, aun siendo ciudad costera del Báltico, la batalla de 1431 sería una operación terrestre, de hecho la de mayor importancia de la contienda que no implicaba a fuerzas navales.
En la memoria histórica local, tanto el rey danés como los «duques» (condes) de Holstein se consideran influencia extranjera, y se cuenta que la toma de la ciudad tanto por unos como por otros implicaba saqueos y destrozos de la misma. Si bien lo cierto es que en aquella época, las reclamaciones de Holstein se consideraban por la ciudadanía alemana local al menos en parte justificadas. Además, aunque Flensburgo no era ciudad hanseática, sí que se beneficiaba enormemente del comercio de sal y del arenque, dominado por la Liga Hanseática (este último, a través del mercado de Escania).

#### Caída de la ciudad
El 25 de marzo de 1431, las tropas del conde Adolfo VIII de Holstein, cosucesor de Enrique, lograron entrar en la ciudad después de una batalla breve pero intensa y costosa (en vidas). El relato de lo sucedido este día parece estar basado más en la leyenda que en una descripción fehaciente de los acontecimientos. Según este, la caída de la ciudad se debía a la traición de un ciudadano flensburgués llamado Kurt up der Lucht, quien años atrás había huido de la ciudad por temor a su vida tras una mortal disputa familiar y desde entonces había estado planeando su regreso a hurtadillas para vengarse. A pesar de que la plaza estaba bien fortificada, logró burlar a los guardias y dejó entrar a las tropas de Holstein, Lübeck y Hamburgo, que estaban a la espera a las afueras de las murallas de la ciudad. Cuenta el relato que Up der Lucht se presentaba a las puertas de la ciudad como un granjero con un carro lleno de sacos de heno, con la intención de vender sus mercancías en el Südermarkt (el mercado de Flensburgo). La leyenda describe los eventos desde una perspectiva peyorativa que remonta a tiempos en que Schleswig se regía como feudo danés bajo los Holstein-Gottorp (casa de Oldemburgo); por lo que el colaborador se describe como un vengativo traidor y las tropas enemigas como mercenarias (en realidad, probablemente constaban de una mezcla de caballeros, soldados y mercenarios).
Lo más probable, sin embargo, teniendo en cuenta el gran número de caídos en ambos bandos, es que la batalla constara de un ataque frontal a una ciudad que, por más fortificara que fuera, centraba gran parte de sus tropas cara a un posible ataque desde la costa (el modus operandi habitual de la Liga Hanseática). Si de verdad contaban con ayuda de algunos ciudadanos locales, habría sido a raíz del ataque, pues no sería improbable pensar que tuvieran aliados intramuros (habiendo gobernado la ciudad anteriormente). No obstante, ese día no lograron tomar el estratégico y fuertemente defendido castillo de Duburg, que tuvo que ser sometido a un largo asedio.
Al principio, los daneses lograron burlar el cerco desde el mar. El 9 de mayo, varios buques de guerra aparecieron en el puerto de Flensburgo, de donde suministraron alimentos, armas y demás provisiones a los sitiados en el castillo. Se cree que el castillo fue construido desde su concepción para poder ser abastecido desde el puerto, y sus avanzadas fortificaciones en este lado habrían sido diseñadas con este propósito. En respuesta, un grupo de barcos hanseáticos se desplegó frente a la entrada norte del puerto, mientras que voluntarios holsteinianos bloquearon la zona de acceso de aguas poco profundas con pilotes de madera (excavaciones arqueológicas del siglo XX encontraron a la entrada del puerto restos de la llamada «barrera de vigas»). El sitio de Duburdg duró cinco meses, hasta que el hambre provocó la rendición de la guarnición del castillo. También aquí, el relato lo describe en tono dramático: «La espada afilada del hambre los atormentó tanto, que cocinaron 36 caballos gordos, además de perros y gatos, y se lo comieron todo como lobos hambrientos»; y «les asediaron hasta matar de hambre a la guarnición y obligarlos a rendirse». Según las fuentes, cuando Duburg cayó el 1 de septiembre tras un último ataque por parte de los alemanes (posiblemente con cañones), de los entre 500 y 1000 hombres del destacamento solo 140 seguían con vida.
Tras la toma del castillo, con sus fortificaciones en mal estado y posteriormente demolidas, este perdió de su importancia estratégica, con lo que sería posteriormente ampliado para luego convertirse en un castillo real. En cuanto a Flensburgo, tras esta batalla se convertiría en una importante ciudad comercial durante los próximos dos siglos, alcanzando su apogeo en la segunda mitad del siglo XVI. Entre otros privilegios, incluso tendría el derecho de acuñar su propia moneda. En los próximos años, las ciudades hanseáticas en ambos extremos de la antigua ruta de la sal, Luneburgo y Lübeck, se beneficiarían especialmente del resultado de la batalla, dominando el comercio de sal en el Báltico desde Flensburgo, con el paso del Sund bloqueado para la competencia.

## Últimos años y armisticio
Los siguientes años se caracterizarían por una rutina de escaramuzas, conflictos internos y agitación popular. Aunque la guerra no había terminado, en muchos aspectos, sobre todo en cuanto a las campañas militares, se había convertido en una guerra de atrición de baja intensidad. En esos años fueron los corsarios (nórdicos, ingleses, holandeses, vitalianos...) quienes dominaban las aguas del Báltico, con el apoyo de unos y otros.
Esta situación fue sin duda dañina para ambos bandos: De una parte, perjudicaba notablemente las rutas de comercio de la Liga Hanseática, profundizando además sus rivalidades internas; mientras que al mismo tiempo el bloqueo hanseático de los puertos nórdicos, especialmente los suecos, paralizaba las exportaciones escandinavas, desencadenando una crisis económica y política en Suecia. Aquello puso en manifiesto la debilidad interna de la Unión de Kalmar en condiciones adversas y la dificultad de reinar sobre los tres Estados bajo el mismo monarca, y sobre todo uno cuya popularidad estaba en declive debido al desenlace de la guerra.
Los acuerdos de alto el fuego se iban firmando paulatinamente y por separado conforme avanzaba el conflicto. Después de Rostock y Stralsund, tras la conquista de Flensburgo llegó el turno de las principales ciudades wendas, Lübeck y Hamburgo, de negociar el cese de las hostilidades. El proceso, sin embargo, duraría tres años llenos de fricciones, durante los cuales los hanseáticos respaldaban a los enemigos de casa de Erico. En 1434, Lübeck apoyó la rebelión sueca de Engelbrekt, un levantamiento de los mineros antidaneses que estalló ese año a raíz de la crisis económica, al que se unirían los propietarios de las minas y la nobleza rural. Para disuadir a los hanseáticos de interferir en sus asuntos, en octubre de ese año el rey danés hizo una demostración de fuerza con su renovada armada frente a la costa de Estocolmo, y el mes siguiente acordó una tregua de un año con los sublevados suecos, que culminaría en la Paz de Estocolmo de 1435.
Aunque la guerra es considerada como un conflicto entre la Unión escandinava y sus rivales alemanes, en cierto modo fue también una guerra interna de la Unión de Kalmar entre la monarquía danesa y la ciudadanía sueca. Como resultado de los disturbios, y gracias en parte a la complicidad hanseática en este conflicto, los suecos ganaron derechos de autonomía y privilegios más amplios en el marco del acuerdo. 

### Tratado de Vordingborg

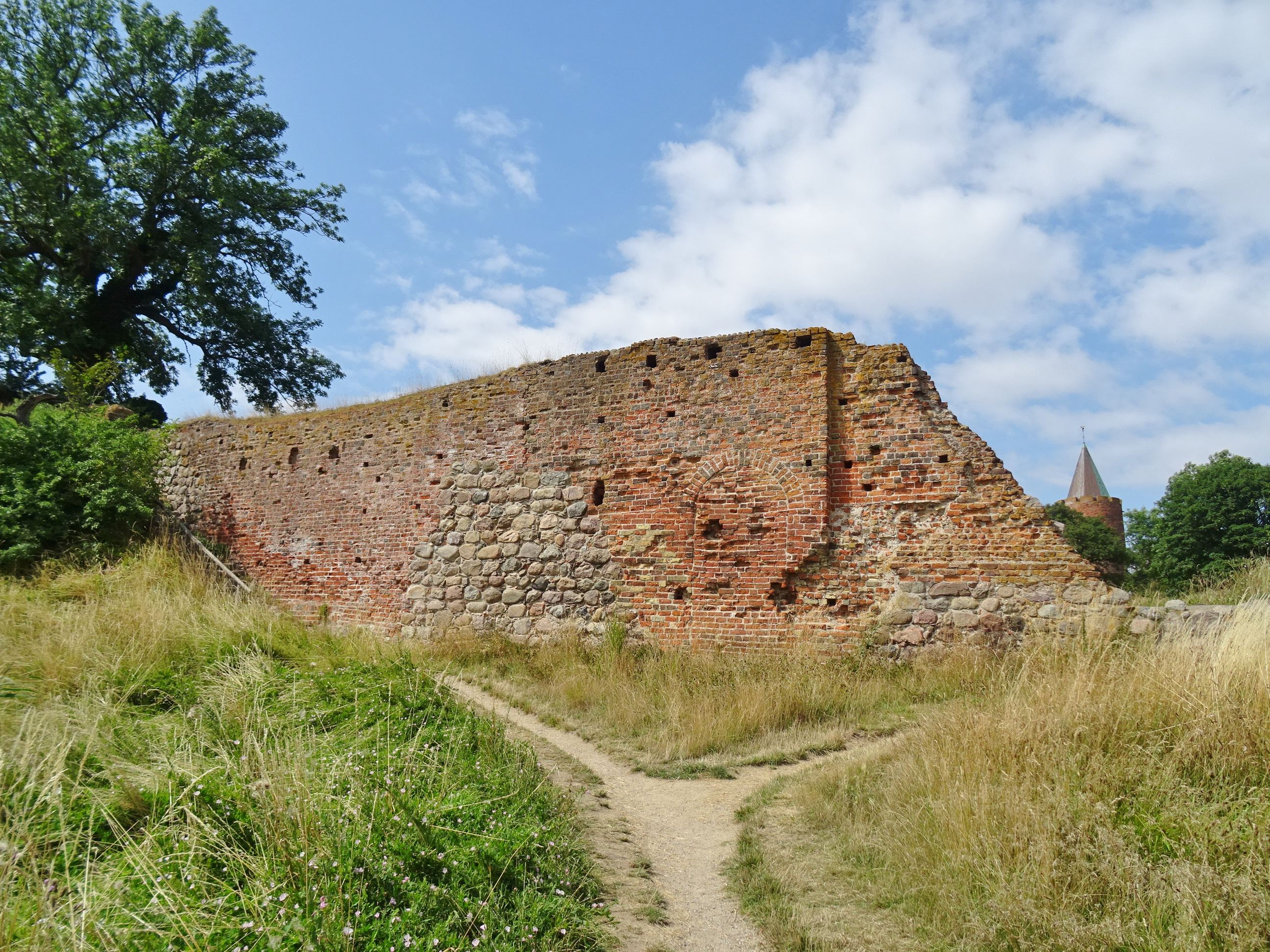
Ruinas del castillo de Vordingborg, donde se firmó el tratado homónimo.

En 1435 se firmó en la ciudad de Vordingborg en el sur de Selandia la paz entre Dinamarca (en representación de la Unión de Kalmar), la Liga Hanseática y el ducado de Holstein, que selló tanto la guerra con Holstein (librada desde 1410) como la guerra iniciada por la Hansa en 1426 a raíz de los peajes del Sund. La firma tuvo lugar en el mismo castillo en el que se firmó el armisticio que puso fin a la primera etapa de la guerra danesa-hanseática siete décadas antes. Los términos del tratado dejan patente la complicada situación en la que se encontraba el rey Erico en ese momento, siendo sus rivales los principales beneficiados de las condiciones pactadas. A raíz de este tratado se ha considerado en términos generales al bando alemán como vencedor de la guerra, a pesar de que Dinamarca no fuera derrotada en el sentido más estricto del término, y que la dinámica de cambio en el balance de fuerzas en la región báltica seguiría en los años y décadas por venir.
El tratado concedió al conde de Holstein su tan deseado feudo del ducado de Schleswig, a la vez que los hanseáticos recuperaron muchos de los privilegios acordados en el Tratado de Stralsund de 1370. También se quedaron con un par de plazas estratégicas, incluido el castillo de Helsingborg, en la ciudad homónima en el extremo norte del Sund, lo cual les dio ventaja sobre los buques mercantes holandeses en su acceso al Báltico desde Kattegat (suponiendo además un contrapeso al castillo de Kronborg al otro lado del estrecho, en Elsinor, erigido para imponer el cobro de los peajes). Los daneses, por su parte, lograron mantener el peaje del Sund, aunque bajo ciertas condiciones. El tratado de Estocolmo con los rebeldes suecos del año anterior obligó a Erico a no eximir a holandeses e ingleses (sus aliados en la guerra, aunque pasarían a ser rivales ese año en el marco de la guerra de los Cien Años) del pago del peaje en su paso por aguas territoriales suecas (es decir, cada vez que accedían del mar del Norte al Báltico y viceversa), mientras que las ciudades hanseáticas quedaban exentas del pago en dos fases: primero Hamburgo, Lübeck, Luneburgo y Wismar, a principios de 1436, y más tarde ese año las ciudades pomeranas (Stralsund, Rostock y Greifswald). El pago del peaje se mantuvo para las ciudades hanseáticas de Livonia y Prusia (que no participaron en la guerra), hecho que provocó tensiones entre las regiones orientales de la Hansa (sobre todo la ciudad de Danzig) y las centrales (sobre todo Lübeck, aunque también Rostock y Wismar).

## Repercusiones
Los tratados firmados por Erico de Pomerania debilitaron su posición considerablemente. El rey danés ya fue criticado por sus detractores por haber provocado una guerra por sus propias ambiciones, rompiendo la paz con la Liga Hanseática y el statu quo mantenido durante el reinado de Margarita, habiendo perdido en consecuencia los importantes dominios de Schleswig defendidos por su predecesora. También la autonomía garantizada a Suecia dentro de la Unión de Kalmar, considerada por sus rivales excesiva y desafiante, socavó la posición del rey en Dinamarca. En 1439, ya en el marco de la guerra hanseática-holandesa, Erico fue depuesto y, tras autoexiliarse en Gotlandia (donde continuaría gobernando al margen de la Unión escandinava), los Riksråd de los tres reinos ofrecieron la corona a Cristóbal de Baviera, quien aceptó con el visto bueno de la Liga Hanseática (después de que este les ofreciera numerosas concesiones en unas futuras negociaciones de paz con los holandeses). Dos años después, el nuevo rey danés ratificaría el acuerdo bilateral con la Hansa, con amplios derechos comerciales (pero, con el propósito de poner fin al conflicto con los holandeses también levantó las restricciones de comercio en el Báltico de las ciudades de Holanda y Zelanda, que unos años después, en el marco de los Países Bajos Borgoñones, saldrían ganando en la puja por el comercio de cereales en el Báltico).
Hacia el fin de su reinado unos años después, Cristóbal reanudaría la tradicional enemistad con la Hansa (dentro de un plan global que incluía además una rivalidad con Rusia), que sería aplacada por su sucesor Cristián I de Dinamarca, primer monarca danés de la casa de Oldemburgo. Aunque este, en las primeras dos décadas de su reinado, mantuvo la alianza con la Liga Hanseática, más tarde, al convertirse en duque de Schleswig-Holstein como una entidad unificada, acercando significativamente la esfera de influencia danesa a Lübeck, además de seguir apoyando el comercio neerlandés (entendiendo que aquello limitaba el poder de los alemanes), se reanudaron las hostilidades que ya seguirían hasta la desaparición de la Liga Hanseática un siglo y medio después.